# Elena Tornikidu
Elena Andonisovna Tornikidu (in russo Елена Андонисовна Торникиду?; Tashkent, 27 maggio 1965) è un'ex cestista russa, fino al 1991 sovietica, professionista nella WNBA.

## Carriera
Nella Coppa Ronchetti 1988-1989, ha realizzato 35 punti nelle due semifinali contro l'Enichem Priolo e 13 nella vittoriosa finale sulla Gemeaz Milano.
Con l'Unione Sovietica ha disputato i Campionati mondiali del 1986 e due edizioni dei Campionati europei (1987, 1989).
Con la Squadra Unificata ha disputato i Giochi olimpici di Barcellona 1992.

## Palmarès
- Coppa Ronchetti: 1

CSKA Mosca: 1988-89